# ERG-Theorie
Die ERG-Theorie von Clayton Alderfer ist eine Bedürfnistheorie im Hinblick auf die Bedürfnisse von Mitarbeitern im Unternehmen. Sie ist eine Weiterentwicklung der Bedürfnishierarchie von Abraham Maslow und unterscheidet statt fünf, wie Maslow, nur folgende drei Klassen von Bedürfnissen:
- Existenzbedürfnisse (Existence needs) – die Grundbedürfnisse, die sowohl physiologische, finanzielle als auch nichtfinanzielle Be- und Entlohnungen, sowie die Arbeitsbedingungen umfassen.
- Beziehungsbedürfnisse (Relatedness needs) – die sozialen Bedürfnisse, die sowohl Maslows Bedürfnisse der Zugehörigkeit und der Zuneigung als auch die Bedürfnisse der Achtung und Wertschätzung umfassen.
- Wachstumsbedürfnisse (Growth needs) – die Entfaltungs- oder Selbsterfüllungsbedürfnisse, die das Streben der Person nach Selbstverwirklichung und Produktivität umfassen.

Aus den Anfangsbuchstaben der drei Begriffe (Existence, Relatedness, Growth) ist der Name ERG-Theorie zusammengesetzt.

## Dominanzprinzipien

Dominanzprinzipien in der ERG-Theorie

In der ERG-Theorie gelten die folgenden Dominanzprinzipien:
- Frustrations-Hypothese: Ein nicht befriedigtes Bedürfnis wird dominant.
- Frustrations-Regressions-Hypothese: Kann ein Bedürfnis nicht befriedigt werden, so wird das hierarchisch niedrigere dominant.
- Befriedigungs-Progressions-Hypothese: Durch die Befriedigung eines Bedürfnisses wird das hierarchisch höhere aktiviert.
- Frustrations-Progressions-Hypothese: Auch ein auf Dauer nicht befriedigtes Bedürfnis kann mit der Zeit zur Persönlichkeitsentwicklung beitragen und höhere Bedürfnisse aktivieren bzw. zu höheren Anspruchsniveaus führen.

Aus den Dominanzprinzipien ergeben sich sieben Grundaussagen zu den Bedürfniskategorien:
- Je weniger die Existenzbedürfnisse befriedigt sind, desto stärker werden sie.
- Je weniger die Beziehungsbedürfnisse befriedigt sind, desto stärker werden sie.
- Je weniger die Beziehungsbedürfnisse befriedigt sind, desto stärker werden die Existenzbedürfnisse.
- Je weniger die Wachstumsbedürfnisse befriedigt sind, desto stärker werden die Beziehungsbedürfnisse.
- Je mehr die Existenzbedürfnisse befriedigt sind, desto stärker werden die Beziehungsbedürfnisse.
- Je mehr die Beziehungsbedürfnisse befriedigt sind, desto stärker werden die Wachstumsbedürfnisse.
- Je mehr die Wachstumsbedürfnisse befriedigt sind, desto stärker werden sie.

## Bezug zu den Grundbedürfnissen
Laut Alderfer sind die Darstellungen der Grundbedürfnisse von Maslow und Reiss richtig, sie drücken nur nicht die menschlichen Motivationen geeignet aus.
Alderfer unterteilt Bedürfnisse nach Natur- und Kulturbedürfnissen oder nach absoluten und relativen Bedürfnissen. Absolute oder Naturbedürfnisse sind von den gesellschaftlichen Verhältnissen, von der Entwicklung des Menschen und somit von seinem Willen weitgehend unabhängig. Dazu gehört die Befriedigung von Hunger und Durst, der Schutz gegen Witterung durch Kleidung und Wohnung sowie die Erfüllung der Selbsterhaltungs- und Arterhaltungsinstinkte, wie der Sexualtrieb und die Zugehörigkeit zu einer Gemeinschaft sowie der Schutz der eigenen Person und der Gemeinschaft (Familie/Sippe/Stamm/Volk). Auch das Erreichen von Macht, also Führung anderer Menschen, genauso wie das dazugehörige Gegenstück, die Unterwürfigkeit gehören als Funktionselemente einer jeden Gesellschaft naturgegeben dazu. Alle darüber hinausgehenden Bedürfnisse sind relativ, also kulturabhängig. Sie sind aber nicht nur abhängig von dem Entwicklungsstand einer Gesellschaft, sondern in gleichem Umfang von der Position innerhalb dieser Gesellschaft. Genauso sind sie abhängig von der natürlichen Umwelt und in ganz besonderer Weise von den zwischenmenschlichen Beziehungen.